# ジェルジ・レヘル
ジェルジ・レヘル（ハンガリー語: György Lehel、1926年2月10日 - 1989年9月26日）は、ハンガリーの指揮者。

## 経歴
1926年、ハンガリー王国・ブダペストで生まれた。フランツ・リスト音楽院でパール・カドシャより作曲、ラースロー・ショモギーより指揮法を学んだ。
1947年にハンガリー放送交響楽団を指揮してデビューを飾った。1956年から没年までハンガリー放送交響楽団の首席指揮者を務め、1974年からバーゼル交響楽団の常任指揮者を兼務した。1955年と1962年にリスト賞、1973年にコシュート賞を受賞。
1989年、ブダペストにて死去。

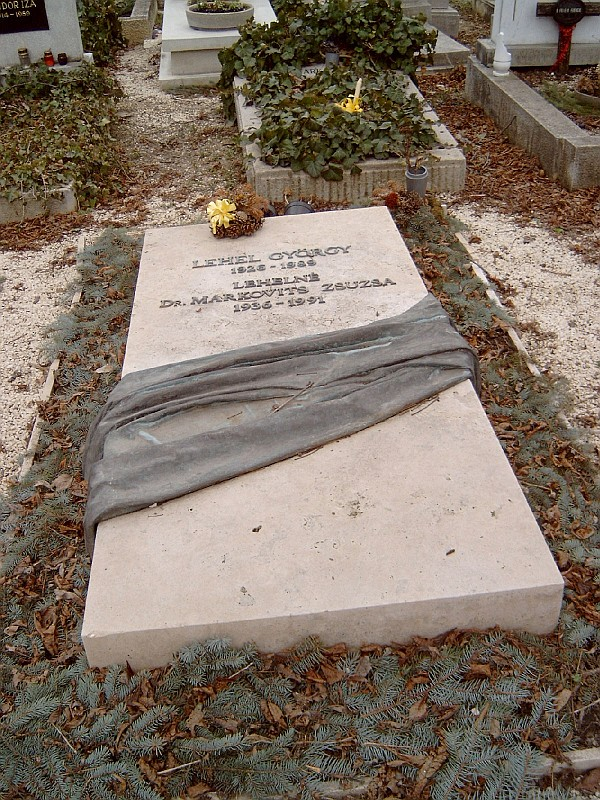
ブダペストにある墓